# Ivan Bjelovučić
Ivan Bjelovučić (Juan Bielovucic Cavalie; Lima, 30. srpnja 1889. – Pariz, 14. siječnja 1949.) prvi hrvatski zrakoplovac. Utemeljitelj je peruanskog zrakoplovstva i jedan od prvih zrakoplovaca u povijesti.

## Rani život
Od početka 18. stoljeća, obitelj Bjelovučić iz mjesta Janjine na Pelješcu davala je velik broj pomorskih kapetana i brodara te stekla znatan imetak. Ivan Bjelovučić, kojega u Peruu nalazimo pod imenom Juan Bielovucic, a u Francuskoj pod imenom Jean Bielovucic Cavalier, rođen je 30. srpnja 1889. godine u glavnom gradu Perua, Limi, od oca Hrvata Mihe Bjelovučića, rođena u Mokošici u Rijeci Dubrovačkoj, i majke Francuskinje Adrienne Cavalier. Ivanov otac bio je vrstan pomorski kapetan, koji se, trgujući po svijetu, skrasio u Južnoj Americi, u Peruu. Kada su Ivanu bilo tri godine otac mu se teško razbolio te 1892. otišao na oporavak u Dubrovnik, ali je već 1894. umro u Grazu. Po očevoj smrti majka s djecom seli k svojoj obitelji u Francusku. Bjelovučić se školovao u Parizu te tu završio studij i stekao diplomu iz filozofije i književnosti.

## Karijera

### Početak
S devetnaest godina, 1908., upisuje se u zrakoplovnu školu braće Voisin. S velikom sigurnošću možemo ustvrditi da je to prvi Hrvat u povijesti koji je samostalno letio zrakoplovom. Dana 10. lipnja 1910. godine dobiva letačku dozvolu francuskog aerokluba s rednim brojem 87. U vrijeme izdavanja dozvole Bjelovučić je u Mađarskoj i sudjeluje na 1. budimpeštanskom aeromitingu (1. do 15. lipnja 1910. godine). Tu se prijavljuje pod svojim hrvatskim imenom, kao Ivan Bjelovučić. Dana 9. lipnja doživljava havariju, ali srećom ostaje neozlijeđen. Bjelovučić od tada neumorno pohađa zrakoplovna natjecanja. U rujnu 1910. godine sudjeluje na Tjednu zrakoplovstva. Leti od Pariza do Bordeauxa i postiže dotad neviđen rekord u daljinskom letenju. Krenuo je 1. rujna 1910. letom u četiri etape, a na odredište stigao 3. rujna s prevaljenih 540 km u roku od 6 sati i 15 minuta. Tijekom 1910. godine sudjeluje na milanskoj utrci Circuito Internationale Aereo Di Milano, gdje u velikoj i teškoj konkurenciji između 25 natjecatelja svojim Voisinom, ispred Talijana Enrica Breggia, osvaja veliku nagradu. Za sobom ostavlja i velikane kao što su Latham, Paulhan, Chavez i Weyman.  Godine 1910. Bjelovučić leti od Pariza do Angoulemea, obletjevši pritom Eiffelov toranj. Vijest o oblijetanju pariškog tornja i fotografiju letača objavljuje zagrebački "Vijenac",a Hrvatska se ponosi svojim sinom. Po nalogu tvrtke Hanriot, 1911. godine Bjelovučić leti za istočnu Francusku. Preletom relacije Pariz-Nancy (295 km) za 2 sata i 50 minuta ruši rekord svog velikog učitelja Louisa Paulhana.

### Letovi u Peruu
Još 1910. godine, peruanska Liga za zrakoplovstvo, bliska vojnim krugovima, zadužila je Ivana Bjelovučića za nabavu prvog zrakoplova iz Francuske. On se na poziv te družbe, 15. siječnja 1911., vraća u rodni Peru sa zrakoplovom i stručnim tehničkim osobljem. U Santa Beatrizu ostvaruje prvi let u povijesti Perua, u nazočnosti predsjednika države te vojnih i civilnih uglednika. Leti nad gradovima Limom i Callaom te iznad Tihog oceana. Dana 29. siječnja 1911. godine, leti na relaciji od Lime do Ancone s vremenom od samo 20 minuta nakon čega je svečano primljen u Gran Hotelu, koji je bio u suvlasništvu uglednih peruanskih Hrvata. Bjelovučić 30. siječnja 1911. godine počinje s obukom letača i postaje direktorom i instruktorom u prvoj zrakoplovnoj školi na južnoameričkom kontinentu. U Pariz se vraća s činom pukovnika peruanskog zrakoplovstva i preuzima dužnost vojnog izaslanika za zrakoplovstvo.
 Dana 12. svibnja 1911. godine, nakon uzleta s pariškog letjelišta Issy, njegov se zrakoplov našao u plamenu. Spasio se hladnokrvnim skokom s male visine. Avion je potpuno izgorio, a pilot je spasio živu glavu. Malo poslije, 28. svibnja 1912., Bjelovučić leti širom Europe, sudjeluje u utrci Pariz-Rim-Torino u konkurenciji od dvanaest natjecatelja. Krajem 1912. postiže novi rekord kada Bleriotovim dvokrilcem uzlijeće do visine od 2200 metara u samo 12 minuta. Hanriotovim dvosjedom s motorom Gnome od 100 ks osvaja brzinski rekord na 2. vojnom natjecanju u Francuskoj, u kolovozu 1912.
Pobjeđuje širom Francuske, a popularnost mu je neizmjerna. Godine 1912., pariški dnevnik Le Matin, nevjerojatne naklade od 1 200 000 primjeraka, proglašava ga najboljim francuskim zrakoplovcem. Le Matin je za novinski natječaj prijavio sve glasovite francuske zrakoplovce, najavljene su "bezbrojne nagrade" vrijedne 500 000 franaka i prva je zrakoplov, druga automobil, a treća vila u okolici Pariza. Najbolji letač određen je glasovima golemog broja čitatelja. Biti najbolji francuski letač značilo je biti i najbolji letač u Europi i na svijetu jer su tada Francuzi držali golemu većinu svjetskih zrakoplovnih rekorda.

### Osvajanje Alpa
Bjelovučić se odlučuje svladati Alpe na istoj relaciji na kojoj je 1910. godine visinski rekorder Peruanac Chavez izgubio život. Početkom 1913. godine na alpskoj visoravni pokraj lječilišta Briegberg, dao je sagraditi kolibu, u kojoj je sastavio svoj monoplan tipa Hanriot s motorom od 80 KS. Unatoč iznimno snažnom zrakoplovu, prvi pokušaj preleta, 14. siječnja 1913., nije uspio pa se Bjelovučić vraća u bazu. Pričekao je nekoliko dana smirivanje vjetra te 25. siječnja ponovo uzlijeće u 13 sati iz Monte Cerata. Letio je pod nemilosrdnim udarima vjetra, no nije odustao. Uspješno je sletio u talijansku Domodossolu. Postao je prvi pilot u povijesti koji je uspješno svladao Alpe. Pri preletu je postigao visinu od 3200 m, što je bio i novi visinski rekord. U Domodossoli je dočekan s ovacijama, a od tvornice Hanriot dobio je nagradu od 50 000 franaka. Taj povijesni let avijatičar osobno opisuje u člancima "Como atravese los Alpes" i "El testamento de Chavez", koji su izdani u časopisu "El Auto".
Iste godine, avionom tipa Ponnier s motorom Le Rhone od 60 KS postiže nov rekord. U 150 sekundi uspijeva se popeti na visinu od 1000 metara, što je nevjerojatan rezultat u brzini uspinjanja. 

## Kasniji život
Početkom 1. svjetskog rata, 1914. godine, pristupa Francuskom ratnom zrakoplovstvu kao časnik francuske i peruanske vojske i leti u proslavljenoj borbenoj eskadrili Les Cigognes (Rode). Tijekom rata izvodi brojne izviđačke letove nad Belgijom. Nakon ranjavanja, radi kao voditelj tima za ispitivanje zrakoplovnih motora u tvrtki Bellanguer. Poslije preuzima dužnost upravitelja zrakoplovne škole u Remisu. Letenjem se bavio sve do 1920. godine. Odlikovan je nizom francuskih, belgijskih i peruanskih vojnih odličja, a između ostalih i francuskim Odličjem za hrabrost (Orden legije časti) i Ratnim križem s palmom. Bjelovučić se poslije vraća u rodni Peru, gdje je do kraja života vezan uz zrakoplovstvo i postaje zapovjednikom Peruanskih zračnih snaga. U Peruu uživa status nacionalnog heroja, a njegovo je ime upisano u knjigu Libro De La Peruanidad.
Za vrijeme 2. svjetskog rata, Ivan Bjelovučić sudjeluje u francuskom Pokretu otpora. Bio je i padobranac, a u 57. godini života skočio je padobranom s Eifellova tornja. Umro je 14. siječnja 1949. godine, u bolnici Chaillot u Parizu.

## Vanjske poveznice
- Fotografije i tekst na španjolskom o Bielovucicu
- Ivan Bjelovučić Hrvatska tehnička enciklopedija, portal hrvatske tehničke baštine. LZMK